# 20-N: Los últimos días de Franco
20-N: los últimos días de Franco és una minisèrie d'aproximadament 180 minuts, dirigida per Roberto Bodegas, escrita per Lorenzo Silva i Antonio Onetti (guionista d' El Lobo i GAL) produïda per Mundo Ficción i emesa per Antena 3 el dia 20 de novembre de 2008. Relata l'agonia del cap de l'Estat espanyol i els seus últims dies.

## Argumento
La pel·lícula conta la llarga agonia del dictador i les seves últimes actuacions com a cap de l'Estat. El personatge de Francisco Franco l'encarna el veterà actor espanyol Manuel Alexandre (últim treball de l'intèrpret), i l'esposa del general, Carmen Polo, és representada per Vicky Peña. El personatge del príncep Joan Carles va recaure en Fernando Cayo. La pel·lícula va ser gravada tenint en compte les opinions i relats dels més reunits a Francisco Franco: la seva família i l'equip mèdic que li va atendre fins a la seva mort, el 20 de novembre de 1975.
La sèrie està marcada pels assassinats d'ETA, l'agonia del general i la invasió del Marroc al Sàhara Espanyol. En la pel·lícula s'aprecia el desenvolupament de la dura agonia que va sofrir el personatge, així com les seves intervencions mèdiques i decisions polítiques, tot això gravat en el Palau del Pardo, residència de l'estadista.
Finalment, el general mor en la residencia sanitària de la Paz i el príncep d'Espanya, Joan Carles I, assumeix com el seu successor a títol de Rei.

## Repartiment
- Manuel Alexandre... Francisco Franco
- Vicky Peña... Carmen Polo
- Fernando Cayo... Joan Carles de Borbó
- Juan Lombardero ... 	Dr. Pozuelo
- Voro Tarazona ... Carlos Arias Navarro
- Gerardo Giacinti ... Marquès de Villaverde

## Guardons
- Premis ATV 2008 a la Millor TV Movie.